# Lähte
Lähte är en ort i Estland. Den ligger i Tartu kommun och landskapet Tartumaa, i den centrala delen av landet, 150 km sydost om huvudstaden Tallinn. Lähte ligger 62 meter över havet och antalet invånare är 487.
Terrängen runt Lähte är platt. Runt Lähte är det glesbefolkat, med 16 invånare per kvadratkilometer. Närmaste större samhälle är Dorpat, 12,5 km söder om Lähte. Omgivningarna runt Lähte är en mosaik av jordbruksmark och naturlig växtlighet.